# Württembergische T 5
1908 vergaben die Königlich Württembergischen Staats-Eisenbahnen den Auftrag für eine leistungsfähige Personenzugtenderlokomotive an die Maschinenfabrik Esslingen. Diese als württembergische T 5 bezeichnete Heißdampflokomotive für den Einsatz auf Haupt- und Nebenstrecken wurde mit einem sehr langen festen Achsstand von 4000 mm ausgeführt, um der Maschine einen ruhigen Lauf zu geben. Bis 1920 wurden insgesamt 96 Exemplare dieser Baureihe hergestellt. Drei Exemplare mussten 1919 nach Frankreich abgegeben werden, die übrigen 93 Maschinen übernahm die Deutsche Reichsbahn; 89 davon wurden noch von der Deutschen Bundesbahn übernommen. Ab 1959 wurden die Fahrzeuge ausgemustert. Das letzte Exemplar wurde 1963 aus dem Dienst genommen und bis 1968 in Aulendorf als Museumslokomotive aufbewahrt. Dann wurde auch dieses letzte Exemplar verschrottet. Keine Lokomotive blieb erhalten.
Die württembergische T 5 bewährte sich sehr gut und wurde in Einzelfällen sogar vor Schnellzügen zwischen Stuttgart und Immendingen eingesetzt.